# Итосу, Анко
Анко Итосу (яп. 糸洲安恒, いとす あんこう — Итосу Анко; 1831—1915) — выдающийся окинавский мастер боевых искусств, ученик Сокона Мацумуры и учитель Гитина Фунакоси. Крупнейший реформатор окинавского тотэ, фактически создатель современного каратэ. Создатель нескольких ката, в том числе серии Пинан. В 1901—1903 годах благодаря его усилиям преподавание каратэ введено в педагогическом училище и в средней школе Дайити на Окинаве. Итосу первым на Окинаве стал открыто преподавать боевое искусство. Анко Итосу сделал возможным качественный переход от каратэ-дзюцу к каратэ-до, то есть от простого искусства рукопашного боя к боевому пути совершенствования духа.

## Характеристика
Внешность Итосу резко выделяла его среди окинавского населения — он обладал огромным ростом и большой физической силой. Его предплечья, по мнению современников, были подобны стволу молодой сосны, а грудная клетка уподобляли была как «огромная круглая бочка». «Спина у него — что у медведя, а в руках живет сила тигриных лап», — говорили о нём. Итосу мог перенести на своих плечах рыбацкую лодку, а в дни ярмарки развлекал людей, выпрыгивая из ямы с мельничным жерновом на плечах. Обладая мощным телосложением Итосу мог выдерживать удары других мастеров без видимого для себя ущерба, а его походка напоминала перемещения в стойке «всадника», что и дало ему прозвище «Анко». Мастер Мацумура говорил ему: «Вы, Итосу, своим мощным ударом действительно можете свалить кого угодно, но вряд ли вы сумеете меня достать».
Несмотря на выдающуюся внешность, силу и бойцовское мастерство, Итосу никогда не демонстрировал своё умение. В отличие от многих мастеров, в том числе и своего учителя Сокона Мацумуры, он не принимал участие в популярных на Окинаве поединках с быками, однако, когда однажды бык вырвался из загона, смог без видимого усилия прижать голову разъярённого животного к земле, удерживая его за рога, пока не подоспели загонщики.
Так же отличительной чертой Итосу было спокойное дружелюбие, а его глаза до глубокой старости сохраняли выражение детской наивности. Известен случай, когда на Итосу при входе в ресторан напал какой-то человек, а мастер, вместо того, чтобы проучить его, пригласил неудачливого грабителя выпить. На тренировках с учениками Итосу был строг, но после занятий совершенно преображался. Рассказывают, что Итосу был весельчаком и балагуром, любителем выпить. По свидетельству Фунакоси, его учитель всегда знакомил его с известными ему мастерами и наставлял, что нужно от каждого взять то лучшее, в чём он превосходит всех остальных.
Итосу хорошо владел техникой кобудо, однако оружие не использовал, предпочитая сражаться голыми руками. Однажды этим решили воспользоваться бандиты и напали на Итосу, вооружившись палками и трезубцами. Однако, они были моментально обезоружены: Итосу забросил их оружие далеко в лес, после чего с улыбкой сказал: «Не расстраивайтесь. Будем считать, что сегодня вам попалось просто плохое оружие».

## Биография
Итосу Ясуцунэ родился в 1830-м (так же указывается 1832 и иногда 1838 годы) году в деревне Ямагава в окрестностях замка Сюри. В тридцатилетнем возрасте Итосу стал учеником знаменитого Сокона Мацумуры, после смерти которого стал официальным патриархом школы Сюри-тэ. Будучи образованным человеком, зная китайскую и японскую литературу, Итосу был секретарём и писарем Сё Тая, последнего вана Рюкю до тех пор, пока монархия не распалась в 1879 году.
С ликвидацией королевства Рюкю для многих сидзоку наступили тяжёлые времена. В этом плане Итосу повезло — он остался в должности секретаря. Он был уволен весной 1888 года. К тому времени уже прекратились выплаты сидзоку денежных субсидий на поиск работы. Чтобы хоть как-то зарабатывать, Итосу начал обучать тотэ всех желающих.
Итосу умер в 1915 году (по другим данным — в 1916).

### Легенды
Личность Анко Итосу окутана ореолом легенд. Значительную их часть описывает Фунакоси в книгах «Каратэ-до итиро» и «Каратэ-до нюмон», ссылаясь, порой, на мастера Адзато. В этих легендах описывается удивительная сила и боевые качества Итосу: он легко расправляется с несколькими противниками, сокрушает ударами различные предметы, совершенно нечувствителен к чужим ударам, а вырваться из его захвата совершенно невозможно.
В настоящее время многие исследователи (например, Сёсин Нагаминэ) не принимают всерьёз большинство приписываемых Итосу историй, поскольку, с точки зрения физики, они нереальны. По мнению Рёдзо Фудзивары, в условиях крушения королевства Рюкю, когда многие окинавские сидзоку оказались в нищете, было естественно, что многие искали героя, который мог бы стать символом возможного возрождения. Знаменитый Итосу, будучи действительно сильным бойцом, стал весьма подходящей кандидатурой для этого и ему стали приписывать сверхчеловеческие способности.
Мифы об Итосу популяризировались его учеником — Фунакоси. Возможно, Фунакоси преследовал корыстную цель — очень почётно быть учеником такого прославленного и великого бойца, каким Итосу предстаёт в легендах. Не исключено, что часть легенд Фунакоси сочинил сам, стремясь утвердить, в том числе, и свой собственный авторитет.

## Вклад в каратэ
Анко Итосу по праву считается крупнейшим реформатором боевого искусства и фактическим создателем современного каратэ. Он так же заложил основу массового открытого преподавания боевого искусства и развития физкультурно-оздоровительного аспекта каратэ.
Считалось, что настоящими носителями традиции боевого искусства могут быть только китайцы и те, кто у них обучались, поэтому окинавские мастера регулярно посещали Китай, где учились у разных мастеров. В Китае учились Мацумура, Хигаонна, Мияги. В этом плане Итосу был мастером «второй волны» — он никогда не был в Китае и учился у окинавских мастеров. Возможно, именно поэтому он решился на радикальное реформирование боевого искусства, которое многим мастерам старой школы могло показаться святотатством.
В техническом плане Итосу развил искусство прямого удара кулаком — цуки. Он ввёл в практику каратэ доворачивание кулака во время удара, что усилило мощь удара и придало ему современный вид.
Итосу понимал, что тотэ чрезвычайно опасно, поэтому он пересмотрел технику, исключив наиболее опасные приемы. Многие технические элементы, которые в настоящее время практикуются с сжатыми кулаками (сэйкэн), ранее применялось с нукитэ, либо с открытыми, готовыми к захвату, руками. Замена различных положений кистей рук на сэйкэн так же облегчила групповое обучение, поскольку работа открытыми руками требует большой подвижности и силы пальцев, чего достаточно трудно достигнуть большинству учеников.
Таким образом, широкое внедрение удара кулаком сделало тотэ менее травмоопасным как для атакующего, так и для атакуемого.
Итосу сам создал несколько ката, что считалось неслыханной дерзостью, поскольку ката считались воплощением мудрого духа древних мастеров и все ката пришли на Окинаву из Китая. Ката понимались в мистическом аспекте как канал соприкосновения с эзотерической сутью мастерства. Итосу же воспринимал ката как обычный комплекс для отработки базовой техники, а ореол сакральности, по его мнению, лишь вредил этому. Так же он первым ввёл в нумерацию ката термин «дан» — «уровень», что было удобно для обучения при движении от простого к сложному.
Итосу всемерно способствовал включению боевого искусства в программу средней школы, что в виде эксперимента было сделано в апреле 1901 года. А в октябре 1907 года для обоснования и облегчения преподавания боевого искусства в школах мастер написал свои знаменитые «Десять заповедей о занятиях тотэ».
Следует признать, что реформа Итосу осложнила понимание технического значения некоторых элементов ката. Облегчение процесса обучения и прекращение традиции тайной передачи боевого искусства привели к неоднозначным последствиям, результатом чего стали различные трактовки бункай в некоторых ката.

### Ката
За период с 1895 по 1900 годы Итосу создал свои версии основных ката стиля Сюри-тэ:
- Бассай дай
- Бассай сё
- Кусянку дай
- Кусянку сё
- Сихо
- Кусянку
- Дзион
- Дзиттэ
- Дзиин
- Ванэю
- Тинтэй
- Усэйси (Годзюсихо)
- Тинто
- Рохай 1-3
- Найханти 1-3

В 1901 году Итосу посредством упрощения китайских форм Тао разработал серию из пяти ката Пинан, предназначенных для освоения каратэ младшими учениками средней школы.

### Критика стиля
Помимо верных последователей и учеников, Итосу имел и критиков.
Например, Фудзивара Рёдзо приводит слова, якобы сказанные Кодзё Кахо, наследником кэмпо семьи Сай-Кодзё: «Каратэ Мацумуры Мунэхидэ — подлинное каратэ, а каратэ Итосу Анко полно ошибок. После создания префектуры Окинава подлинное каратэ исчезло. А то каратэ, которое в последнее время практикуют жители Сюри, полно ошибок, и о нём и говорить не следует». Интересно, что Кодзё противопоставляет стиль Итосу и стиль его учителя — Мацумуры. Однако, что именно вызвало негативную реакцию Кодзё, неизвестно. Возможно, суть состояла в изменении Итосу китайских ката и снижение прикладного аспекта боевого искусства.
Следует заметить, что Мацумура был прямым продолжателем китайской традиции и всегда утверждал, что преподаёт именно китайское боевое искусство.